# The Third Yakuza, Teil I
The Third Yakuza, Teil I (jap. 新・第三の極道　勃発　関西極道ウォーズ！！, Shin dai-san gokudō: boppatsu: Kansai gokudō wōzu!!, dt. „Das neue ‚Der dritte Yakuza‘: Kriegsausbruch: Die Kansai-Yakuza-Kriege“) ist der erste Teil eines zweiteiligen japanischen Yakuza-Thrillers von Regisseur Takashi Miike aus dem Jahr 1996. Der Gangsterfilm über blutige Gewaltexzesse in der ehrenwerten Gesellschaft basiert auf einem Manga von Kazuhiko Murakami, der auch am Drehbuch mitarbeitete.
Die niedrig budgetierte Direct-to-Video-Produktion, in Japan Original Video (kurz: OV) oder V-Cinema genannt, wurde am 20. Januar 1996 veröffentlicht. Zwei Monate später erschien mit The Third Yakuza, Teil II, ebenfalls unter der Regie Miikes, die Fortsetzung. In Deutschland folgte die Videoauswertung am 29. August 2008 im japanischen Originalton mit deutschen Untertiteln. Hierbei wurden beide Teile in einem Schuber mit zwei DVDs angeboten.
Verwirrenderweise ist der Zweiteiler im eigentlichen Sinn eine Fortsetzung des 1995 für den direkten Vertrieb auf Video produzierten Dai-san no Gokudō (第三の極道), – was anglisiert ebenfalls The Third Yakuza bedeutet.

## Handlung
Nach einer blutigen Fehde mit dem Todo-Clan löst sich der unterlegene und kleinere Daimon-Clan auf. Der Machtkampf in der Unterwelt von Kōbe wird so beigelegt. Der stoische Yakuza Reijirō Masaki, ein Mann mit Gerechtigkeitssinn und hohen Moralvorstellungen, wird anschließend von Todos zweitem Mann, dem Unterwelt-Boss Retsu Hattori, angeworben. Hattori, dessen Leben Masaki einst verschonte, ernennt den langjährigen Rivalen zum Stellvertreter seiner „Familie“, einer Untergruppierung des Todo-Clans. Die Berufung ist allerdings in der Hierarchie der Hattori-Familie umstritten. Der neidische Hazama fühlt sich hintergangen, woraufhin er offen die Absetzung seines Konkurrenten Masaki einfordert. Als sein Vorhaben misslingt, versucht der zwielichtige Charakter durch Intrigen, Verschwörungen und Bestechungen Masaki seiner Macht zu berauben.
Davon unbeeindruckt formiert der charismatische Masaki unter Einhaltung der Ehrenkodizes eine entschlossene Formation inmitten der Hattori-Familie. Hierfür aktiviert er seinen engsten Vertrauten Soma, der trotz Bedenken seinem Aniki in den verhassten Todo-Clan folgt. Dem besonnenen Masaki gelingt es zunächst, unterstützt von treuen und teils skurrilen Helfern, sich in dem Spiel um Macht und Positionsstreitigkeiten zu behaupten. Gleichzeitig kümmert sich der kaltblütige Yakuza, der von Erinnerungen aus seiner Vergangenheit geplagt wird, würdevoll um die Hinterbliebenen getöteter Gefolgsleute. Als er gegen Ende des Films nur mit Glück ein Attentat überlebt und seines besten Freundes Soma beraubt wird – er wird von Unbekannten ermordet –, bekämpft Masaki den vermeintlichen Auftraggeber Hazama und dessen Gefolge mit brutaler Entschlossenheit. Trotz einer Verletzung spürt Masaki seinen Widersacher in dessen Unterschlupf auf. Es kommt zu einem entscheidenden Duell, welches der Hauptdarsteller für sich entscheidet. Im Sterben weist Hazama eindrücklich darauf hin, dass er, zur Überraschung aller Anwesenden, nichts mit der Tötung Somas zu tun hatte.